# 킨타노르말
킨타노르말(스페인어: Quinta Normal)은 칠레 산티아고 수도주 산티아고 현의 코무나이다.